# Hana Brůhová
Hana Brůhová, rozená Peklová (* 24. května 1960 Karlovy Vary) je bývalá československá hráčka basketbalu. Je vysoká 196 cm. Je zařazena na čestné listině mistrů sportu.

## Sportovní kariéra
V basketbalovém reprezentačním družstvu Československa v letech 1977 až 1985 hrála celkem 167 utkání a má podíl na dosažených sportovních výsledcích. Zúčastnila se kvalifikace na Olympijské hry 1984 (Havana, Kuba) - 8. místo a pěti Mistrovství Evropy 1978, 1980, 1981, 1983, 1985, na nichž získala dvě bronzové medaile za třetí místa v letech 1978 a 1981. Na Mistrovství Evropy juniorek s družstvem Československa v letech 1977 a 1979 získala dvě třetí místa. Hrála za družstvo žen Výběru Evropy v roce 1978 v Polsku Poznaň proti Sovětskému svazu (76:113).
V československé basketbalové lize žen hrála celkem 13 sezón (1977-1990) za družstvo Sparta Praha, s nímž získala v ligové soutěži šest titulů mistra Československa (1977-1981, 1985-1987), třikrát druhé místo (1981-1984) a třikrát třetí místo (1985, 1987-1989). V sezónách 1982/83 a 1984/85 byla dvakrát vybrána do All-Stars - nejlepší pětice hráček československé ligy. Je na 56. místě v dlouhodobé tabulce střelkyň československé ligy žen za období 1963-1993 s počtem 2130 bodů. S klubem se zúčastnila 7 ročníků Poháru mistrů evropských zemí v basketbalu žen (PMEZ), ve kterém v roce 1978 skončila na druhém místě po prohře ve finále s klubem GS San Giovanni, Itálie, v roce 1988 byla na 5. místě ve finálové skupině a 5x hrála ve čtvrtfinálové skupině (1979-1982, 1987). Dále v Poháru vítězů pohárů, Ronchetti Cup družstvo hrálo 5 ročníků (1983-1990) a hrálo ve čtvrtfinálové skupině s umístěním 2x na 2. místě (1983, 1984), 2x na 3. místě (1986, 1989) a 1x na 4. místě (1990).  

## Sportovní statistiky

### Kluby
- 1977-1990 Sparta Praha, celkem 13 sezón a 12 medailových umístění: 6x mistryně Československa (1977-1981, 1985-1987), 3x vicemistryně Československa (1981-1984), 3x 3. místo (1985, 1987-1989), 1x 5. místo (1990)
- 1982-1985: nejlepší pětka hráček ligy - zařazena 2x: 1982/83 a 1984/85

### Evropské poháry
(je uveden počet zápasů (vítězství - porážky) a celkový výsledek v soutěži)
- S klubem Sparta Praha
- Pohár mistrů evropských zemí v basketbalu žen (PMEZ)
  - 1978 - 11 (7-4), výhra v semifinále nad Minior Pernik, Bulharsko, prohra ve finále s GS San Giovanni, Itálie, 2. místo
  - 1988 - 12 (5-7), ve finálové skupině na 5. místě
  - 5x účast ve čtvrtfinálové skupině na 3. místě: 1979 (6 2-4), 1980 (8 5-3), 1981 (10 7-3), 1982 (8 3-1-4), 1987 (8 4-4)
  - Celkem 7 ročníků poháru, 1x účast ve finále a 2. místo (1978), 5. místo ve finálové skupině (1988), 5x účast ve čtvrtfinálové skupině
- Pohár vítězů pohárů - Ronchetti Cup - celkem 5 ročníků poháru, 5x účast ve čtvrtfinálové skupině: 2x 2. místo 1983 (4 3-1), 1984 (6 3-3), 2x 3. místo 1986 (4 0-4), 1989 (8 4-4), 1x 4. místo 1990 (8 1-7)

### Československo
- Kvalifikace na Olympijské hry 1984 Havana, Kuba (16 bodů /9 zápasů) 8. místo
- Mistrovství Evropy: 1978 Poznaň, Polsko (26 /8) 3. místo, 1980 Banja Luka, Jugoslávie (9 /5) 4. místo, 1981 Ancona, Itálie (15 /4) 3. místo, 1983 Budapešť, Maďarsko (45 /7) 6. másto, 1985 Treviso, Itálie (11/7) 4. místo, celkem na 5 ME 106 bodů a 31 zápasů
- 1978-1985 celkem 167 mezistátních zápasů, na OH a ME celkem 122 bodů v 40 zápasech, na ME 2x 3. místo a 2x 4. místo
- 1976 Mistrovství Evropy kadetek: Štětin, Polsko (37 /6) 4. místo
- Mistrovství Evropy juniorek: 1977 Chaskovo, Bulharsko (26 /7) 3. místo, 1979 Itálie (33 /7) 3. místo

### Výběr Evropy žen
Hrála za družstvo žen Výběru Evropy v Polsku Poznaň dne 31.05.1978 proti Sovětskému svazu (76:113). Jejím spoluhráčkou byla Dana Klimešová-Ptáčková